# Planeta Tangerina
Planeta Tangerina é uma premiada editora independente portuguesa, dedicada principalmente à publicação de álbuns ilustrados. O seu catálogo inclui também algumas obras de ficção e não ficção juvenis.
Os álbuns ilustrados do Planeta Tangerina procuram desafiar as fórmulas tradicionais da literatura infantil. Têm com princípio contar histórias ou transmitir ideias, usando o texto e a imagem em simultâneo, de uma forma sinérgica. A sua abordagem formal e temática faz com que os álbuns ilustrados do Planeta Tangerina sejam dirigidos a leitores de todas as idades. Além deste género, a editora tem vindo a apostar na literatura juvenil e não ficção.
Entre os autores residentes estão Isabel Minhós Martins, Madalena Matoso, Bernardo P. Carvalho e Yara Kono, com quem durante os primeiros anos a editora trabalhava exclusivamente. Ao longo do tempo, o Planeta Tangerina foi abrindo espaço no seu catálogo para outros nomes, entre os quais se destacam Ana Pessoa, Joana Estrela, Andrés Sandoval ou Gonçalo M. Tavares. 

## História

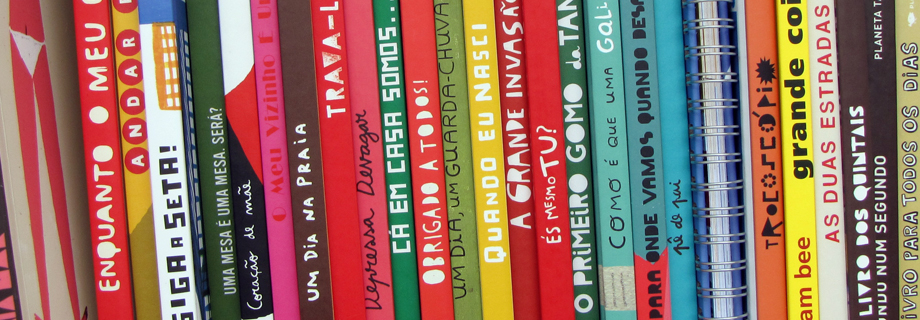
Livros publicados pela editora Planeta Tangerina

A editora Planeta Tangerina foi fundada em 2000, em Cascais, por Isabel Minhós Martins, Madalena Matoso, Bernardo P. Carvalho e João Gomes Abreu, como estúdio de design de comunicação, desenvolvendo trabalhos por encomenda (conteúdos escritos e visuais) para clientes externos (tais como agências e serviços educativos de museus). Em 2004, a par da sua atividade enquanto estúdio, o Planeta Tangerina publicou o seu primeiro livro como editora independente: Um livro para todos os dias.
Durante os anos seguintes, livros como Pê de Pai, Coração de mãe e Quando eu nasci reforçaram a presença da editora na vanguarda do mercado editorial português, numa altura em que a maioria dos livros ilustrados produzidos em Portugal tinha uma abordagem mais tradicional. 
Yara Kono estreou-se como ilustradora residente do Planeta Tangerina em 2010, com o livro A Manta — uma história aos quadradinhos. 
Em 2012, a editora inaugurou uma colecção destinada a adolescentes e “leitores mais crescidos” chamada Dois passos e um salto. O caderno vermelho da rapariga karateca, de Ana Pessoa, foi o primeiro livro publicado sob o selo desta coleção. A este, juntaram-se outros títulos como Supergigante e Mary John, ambos com texto de Ana Pessoa, Irmão Lobo, com texto de Carla Maia de Almeida e os romances gráficos Finalmente o Verão, de Jillian Tamaki e Mariko Tamaki, e Aqui é um bom lugar, de Ana Pessoa e Joana Estrela. 
O livro Lá Fora, Guia para descobrir a natureza (2014) marcou o início de uma nova coleção de livros informativos, onde são abordados temas da atualidade de forma mais aprofundada, e na qual as componentes gráfica e estética continuam a ser essenciais. Seguiram-se Um ano inteiro, Cá dentro, Guia para descobrir o cérebro, Atlas das viagens e dos exploradores e Plasticus maritimus, uma espécie invasora da ambientalista Ana Pego.
Desde a sua criação a Planeta Tangerina lançou mais de 60 títulos e tem publicações traduzidas em mais de 30 países (entre eles Reino Unido, Espanha, Itália, França, Brasil, China e Coreia do Sul).
Desde 2016, em parceria com a câmara de Serpa, o Planeta Tangerina organiza o Prémio Internacional de Serpa para Álbum Ilustrado, com o objectivo de premiar novos autores do género. Joana Estrela, Noemi Vola e Nuppita Pittman foram as três vencedoras até à data.

## Prémios
Em 2013, o Planeta Tangerina ganhou o prémio de Melhor Editora Europeia nos BOP Awards da Feira do Livro Infantil de Bolonha. Outros prémios de destaque foram: Deutscher Jugendliteraturpreis, Prémio para a Paz Gustav Heinemann, Prémio Nacional de Banda Desenhada , British Book Design and Production Awards e o Prémio Nacional de Ilustração (atribuído a Madalena Matoso, Bernardo P. Carvalho e Yara Kono). Grande parte dos seus títulos são aconselhados pelo Plano Nacional de Leitura.